# Glažuta (Loški Potok, Slovenija)
Glažuta je naselje u slovenskoj Općini Loškom Potoku. Glažuta se nalazi u pokrajini Dolenjskoj i statističkoj regiji Donjoposavskoj regiji. 

## Stanovništvo
Prema popisu stanovništva iz 2002. godine naselje je imalo 0 stanovnika.